# Odomas montivagus
Odomas montivagus är en insektsart som beskrevs av Van Stalle 1983. Odomas montivagus ingår i släktet Odomas och familjen dvärgstritar. Inga underarter finns listade i Catalogue of Life.